# 曼陀罗峰
曼陀罗峰是继印尼查亚峰（4884公尺）和威廉敏娜山（4751公尺）之后，为新几内亚第三高峰，也是大洋洲或马来群岛第三高峰，海拔4701公尺，在印尼巴布亚省内。